# روي مونتجومري
روي مونتجومري (بالإنجليزية: Roy Montgomery)‏ هو عازف قيثارة نيوزيلندي، ولد في 1959 في كرايستشرش في نيوزيلندا.

## وصلات خارجية
- روي مونتجومري على موقع ميوزك برينز (الإنجليزية)
- روي مونتجومري على موقع أول ميوزيك (الإنجليزية)
- روي مونتجومري على موقع ديسكوغز (الإنجليزية)